# Halmomises
Halmomises is een geslacht van neteldieren uit de  familie van de Moerisiidae.

## Soort
- Halmomises lacustris von Kennel, 1891